# Pyractomena angulata
Pyractomena angulata är en skalbaggsart som först beskrevs av Thomas Say 1825.  Pyractomena angulata ingår i släktet Pyractomena och familjen lysmaskar. Inga underarter finns listade i Catalogue of Life.